# Арифов, Убай Арифович
Убай Арифович Арифов (2 [15] июня 1909, Коканд — 24 декабря 1976, Ташкент) — советский узбекский физик, академик АН Узбекской ССР (1956), участник Великой Отечественной войны, президент Академии Наук Узбекской ССР (23 января 1962 года — 26 февраля 1966 года).

## Биография
В 1931 году окончил Узбекскую государственную педагогическую академию. В 1935—1941 гг. — ассистент Среднеазиатского университета. В 1944 г. вступил в ВКП(б).
В 1945—1956 и 1963—1967 гг. — директор Физико-технического института АН Узбекской ССР, в 1956—1962 гг. — Института ядерной физики АН Узбекской ССР и в 1966—1975 гг. — Института электроники АН Узбекской ССР (с 1963 г. — также заведующий кафедрой Ташкентского политехнического института).
Главный редактор журналов «Доклады АН Узбекской ССР» (1962—1966) и «Гелиотехника» (1965—1976).
Основные работы относятся к физической электронике, физике поверхности твёрдого тела, ядерной и радиационной физике, масс-спектрометрии, гелиотехнике.
Возглавлял Федерацию тенниса Узбекской ССР.
Скончался 24 декабря 1976 года от сахарного диабета, похоронен в Ташкенте на Чигатайском кладбище в Аллее Ученых в одной ограде вместе с женой.

## Семья
Супруга — Абдурасулова Амина Рахимовна (1912—1990), профессор химии
Сын — Арифов Пулат Убаевич (1937—2021)
Сын — Арифов Тимур Убаевич (1940—2004)
Дочь — Арифова Дилором Убаевна (1949—2009)
Внук — Арифов Тимур Пулатович
Внук — Арифов Олим — Бобир Пулатович
Внучка — Арифова Нодира Тимуровна
Внучка — Игамбердиева Раъно Искандаровна
Внук — Игамбердыев Ровшан Искандарович

## Исследовал
- нестационарные процессы на поверхности металлов и разработал методы определения коэффициентов поверхностей ионизации и теплот адсорбции и десорбции;
- закономерности электронной эмиссии при бомбардировке металлических кристаллов и плёночных систем атомными частицами;

развил механизмы потенциальной и кинетической электронной эмиссии различных классов поверхности твёрдого тела;

установил возможность сильного увеличения выхода отрицательных ионов с распыляемой поверхности и положил начало разработке распылительных источников отрицательных ионов;

доказал возможность направленного изменения свойств поверхности при помощи пучков заряженных частиц и разработал методы ионного азотирования, пассивации, ионно-лучевой обработки и др.;

сконструировал солнечные печи диаметром до 3 м, солнечные фотопреобразователи, гелиоконцентраторы и др.

### Избранные труды
- Положительная поверхностная ионизация атомов и молекул // Физико-технич. ин-т АН Узб. ССР: Тр. — 1948. — Т. 2, Вып. 1 (совм. с Г. Н. Шуппе)
- О методике исследования вторичной эмиссии при бомбардировке проводников ионами // Журн. эксперим. и теоретич. физики. — 1954. — Т. 26, Вып. 6 (совм. с др.)
- Исследование вторичной эмиссии металлов под действием бомбардировки положительными ионами щелочных элементов // Изв. АН СССР. — Сер. физич. — 1956. — Т. 20, № 10 (совм. с А. X. Аюхановым)
- О зависимости коэффициента рассеяния ионов от соотношения масс сталкивающихся частиц // Журн. эксперим. и теоретической физики. — 1957. — Т. 33, Вып. 4 (совм. с др.)
- Действие гамма-лучей на живые куколки тутового шелкопряда // Докл. АН Узб. ССР. — 1957, № 4 (совм. с др.).
- Арифов У. А., Арифов П. У. Физика медленных позитронов. — Ташкент: Фан, 1971.
- Арифов У. А., Алиев А. А. Угловые закономерности взаимодействия атомных частиц с твёрдым телом. — Ташкент: Фан, 1974.

## Награды
- орден Ленина
- орден Трудового Красного Знамени (01.03.1965)
- орден Красной Звезды
- 2 ордена «Знак Почёта»
- Орден «За выдающиеся заслуги» (23 августа 2002, посмертно)[6].
- Государственная премия Узбекской ССР им. А. Р. Беруни (1968)[7]

## Память
Имя У. А. Арифова носил Институт электроники АН Республики Узбекистан (с 2012 г. — Институт ионно-плазменных и лазерных технологий АН Республики Узбекистан).